# 山内繁樹
山内 繁樹（やまのうち しげき、安永2年（1774年） - 弘化3年7月18日（1846年9月8日））は、江戸時代後期の紀伊田辺藩の国学者。常磐園と号した。日本福音ルーテル教会の日本人最初の牧師・山内量平の祖父。

## 来歴
安永2年（1774年）、紀伊国田辺に生れる。山内家は醸造業「松屋」を営む素封家で、郷社「須賀神社」の祠掌に出仕する家柄。
幼少より学問が好きで、長じて、紀伊国和歌山に赴き、本居大平に師事して国学と和歌を学ぶ。以来、皇国の古学に興味を持ち、その奥儀を究めんと自己研鑽に努めるうちに名声が高まり、門弟は120人余を数えた。
また、和算も巧みであり、古伝によるもの以外に、自ら新しい数学の定理なども発見しその普及に努めた。
晩年は、招かれて紀伊田辺藩で、国学を講じた。著名な門弟に熊代繁里などがいる。
弘化3年7月18日（1846年9月8日）帰幽。享年73。
葬儀は神道式で行われ「飯高彦常磐根大人」と諡された。
墓は浄土宗西山光明寺派の法伝寺（和歌山県日高郡みなべ町大字芝字芝添）にあり、「繁樹大人奥都伎」と刻まれている。碑文は、高弟熊代繁里による撰文で、現在、繁樹の墓（奥都城）はみなべ町の文化財に指定されている。

## 余談
昭和8年（1933年）に行われた『和歌山県史蹟名勝天然紀念物調査』の際に、調査員・勝田天哉の取材に対して法伝寺住職の田中随憲は「後裔は当地に無き為か、曾て墓所を訪ふ人もなく、殆ど無縁同様にて、唯、東京在住の山内直丸という人が稀に香華料を供ふるに過ぎず」と、答えている。この山内直丸というのは日本福音ルーテル教会の日本人最初の牧師・山内量平（山内憲孝）の婿養子となった人物である。

## 家系
山内家は、山内上杉家の支流で、系譜上の遠祖は閑院左大臣藤原冬嗣。古河公方・足利成氏の次男で関東管領・上杉顕定の養子としてその跡を継いだ上杉顕実の子、新左衛門尉顕忠の時に、代々住んでいた相模国鎌倉郡山之内を離れて伊勢国阿野津へ移住し、故郷の「山之内」をもって氏とした。その子の重之は阿野津の領主に仕えたが、重之の四男・山内定右衛門次衡が、天正5年（1577年）、紀伊国日高郡南部に移住し「松原」を開墾して一村を築いた。その開墾地が現在のみなべ町山内の附近にあたる。繁樹は山内次衡の九世孫。
- 十二世祖：上杉顕実（民部大輔、　- 1515年）
- 十一世祖：山内顕忠（新左衛門尉）
- 十世祖：山内重之
- 九世祖：山内次衡（定右衛門）
  - 本人：山内繁樹
    - 嫡子：山内繁憲（静太郎、須賀神社祠掌、 - 1879年[2]）
    - 嫁：山内三千代（紀伊藩御典医・野上応聞の長女[3]）
      - 孫（長男）：山内松彦（夭逝）
      - 孫（二男）：山内憲孝（山内量平、日本福音ルーテル教会の日本人最初の牧師）
      - 孫の嫁：山内幹枝（川瀬六郎左衛門の娘、山内憲孝の妻）
        - 孫（山内憲孝）の婿養子（養女の婿）：山内直丸（旧姓鈴木、元紀伊藩士、ルーテル教会牧師[2]）
        - 孫（山内憲孝）の養女：山内綾（実は楠本熊子の長女、のち山内直丸の妻[2]）

      - 孫（三男）：小切間権右衛門
      - 孫（長女）：志場玉枝（浄土真宗勝専寺住職・志場了善の妻[2]）
        - 曾孫（志場玉枝の息子）：田中達（1868年 - 1920年[4]）

      - 孫の夫：植村正久（植村季野の夫）
      - 孫（二女）：植村季野
      - 孫（三女）：楠本熊子（楠本喜代子の養女、楠本定六の妻[2]）
      - 孫（四女）：藤川信枝（和歌山県警部・藤川倭三郎の妻）